# Sentimiento argentino
Sentimiento argentino es un álbum recopilatorio de la banda argentina de thrash metal Hermética, publicado en 1998 por el sello discográfico Universal. La placa recoge los mejores temas de los tres álbumes de estudio los cuales se publicaron entre 1989 y 1994. Como rareza, este disco fue lanzado exclusivamente en el país de México.

## Lista de canciones
| Sentimiento argentino |                                   |          |  |
| N.º                   | Título                            | Duración |  |
| 1.                    | «Cuando duerme la ciudad»         | 4:44     |  |
| 2.                    | «Ayer deseo, hoy realidad»        | 3:17     |  |
| 3.                    | «La revancha de América»          | 3:36     |  |
| 4.                    | «Gil trabajador»                  | 3:07     |  |
| 5.                    | «En las calles de Liniers»        | 3:26     |  |
| 6.                    | «Atravesando todo límite»         | 3:57     |  |
| 7.                    | «Del colimba»                     | 4:07     |  |
| 8.                    | «Tú eres su seguridad»            | 5:01     |  |
| 9.                    | «Desde el oeste»                  | 3:11     |  |
| 10.                   | «Desterrando a los oscurantistas» | 2:36     |  |